# Johannes Hops
Johannes Hops (Taufname Johann Baptist Hops, * 6. Mai 1681 in Eggenthal; † um 1730) war ein deutscher Bildhauer.

## Leben und Werke
Hops war der dritte Sohn des Schuhmachers Georg Hops und seiner Ehefrau Gertrud. Am 12. August 1696 wurde ein Lehrvertrag mit Martin Beichel geschlossen, der Hops dann ausbildete. Am 5. Juli 1707 heiratete der Bildhauermeister Hops in Heimertingen Margaretha Ehrmann oder Ehrenmann aus Biberach an der Riß. Trauzeugen waren Hops’ Tiroler Meister Ignaz Waibl und Adam Bertsch aus Mietingen.
Ab 1708 führte Johannes Hops eine eigene Werkstatt in Mietingen an der Rottum. Dieser Ort stand unter der Klosterherrschaft Heggbach. Hops und seine Ehefrau bekamen in der Zeit von 1708 bis 1726 zwölf Kinder, darunter drei Söhne, die ebenfalls Bildhauer wurden: Johann Adam Hops, Franz Magnus Hops und Joseph oder Josef Anton Hops.
Hops schuf unter anderem die Figuren eines heiligen Antonius, einer Nonne, einer heiligen Philomena, einer heiligen Klara und eines heiligen Johannes von Nepomuk, die auf den Seitenaltären der Pfarrkirche von Mietingen ihren Platz fanden. Sie gehören zu den frühen Arbeiten Hops’; später schuf er offenbar weitere Figuren für die Mietinger Kirche. Außerdem schuf er zwei Schnitzfiguren für die Marienkapelle in Mietingen, nämlich wieder einen heiligen Johannes von Nepomuk und einen heiligen Joseph. Offenbar wurde Hops in Mietingen immer wieder beauftragt, Figuren für die Gotteshäuser und für private Kunden zu schnitzen.
Außerhalb Mietingens wurden Werke des Künstlers in der Umgebung Laupheims sowie in Erbach bei Ulm vorgefunden, ferner bei Ehingen, in der Kirche St. Martin in Unterkirchberg sowie in Grän im Tannheimer Tal. Dort befindet sich in der Wallfahrtskirche St. Wendelin eine Figurengruppe der Anna selbdritt aus dem Jahr 1709 und ein heiliger Joachim, der ebenfalls aus dem Jahr 1709 stammt. In der Anna-Kapelle in Vils bei Reutte in Tirol stehen eine Pietà von 1713 und eine Figurengruppe, die Josephs Traum zeigt. Ein Chorbogenkreuz aus dem Jahr 1710 sowie ein heiliger Sylvester befinden sich in Wennedach. Für das Jahr 1715 sind Arbeiten Hops’ für die einstige Zisterzienserinnenabtei Heggbach belegt. Eine Auferstehungsfigur in Walpertshofen stammt aus dem Jahr 1716. In Grundsheim bei Oberstadion gestaltete er wohl 1720 den Figuren- und Ornamentschmuck der Altäre; Signaturen bei den Hochaltarfigurten des heiligen Joseph und des heiligen Antonius lauten Johann Hobss 1720 und J. H. Die Figuren wurden im Jahr 1904 neu gefasst, was ihnen nach Ulrike Kerns Urteil zum Nachteil gereichte. 1720 arbeitete Hops nachweislich auch in der Umgebung von Riedlingen. In Unlingen schuf er einen Joseph mit Jesuskind. Die ehemalige Friedhofskapelle erhielt ihren gesamten figürlichen und ornamentalen Schmuck aus der Hops-Werkstatt in Mietingen. Wohl zu den letzten bekannten Werken des Bildhauers gehört ein Kerker-Christi-Altar von 1726 in Heiligkreuztal bei Riedlingen, der allerdings seine Assistenzfiguren eingebüßt hat. Das Laupheimer Heimatmuseum beherbergt zwei Grabchristusfiguren aus den Jahren 1716 und 1720.
Die letzten Werke, die Hops sicher zuzuweisen sind, stammen aus dem Jahr 1728. Sie sind mit J. Hobs 1728 signiert. Hops dürfte um 1730 gestorben sein.